# Google歷史

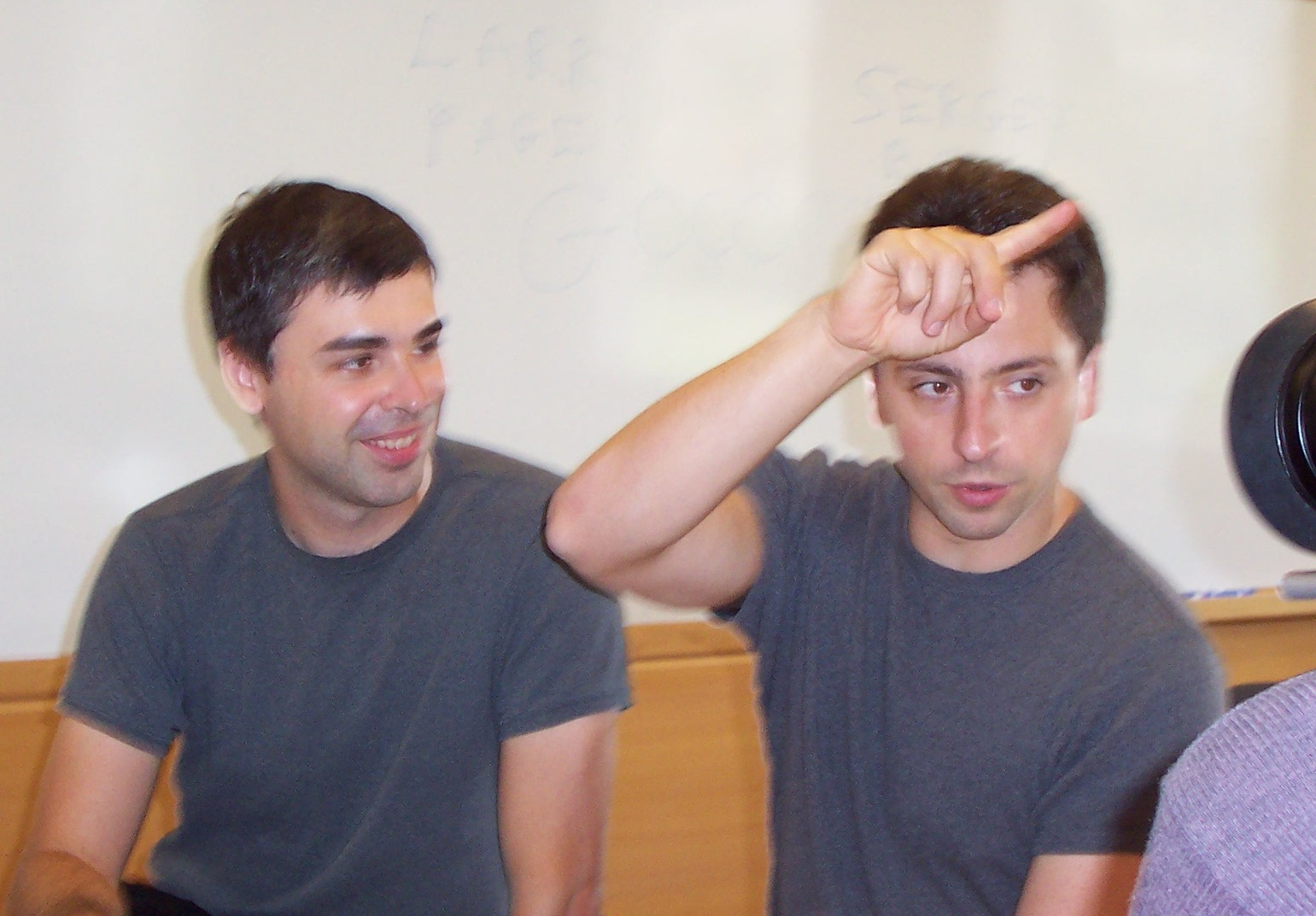
Google的創辦人：Larry Page 與Sergey Brin

Google正式成立於1998年，創建者是斯坦福大學的學生拉里·佩奇和謝爾蓋·布林。兩人最初在1996年創建搜索算法BackRub。2003年後，Google將總部遷入加利福尼亞州山景城。此後Google快速成長為世界最大的媒體企業之一，在2002年推出了Google新聞，2004年推出了Gmail，2005年推出了Google地圖，2008年推出了Google Chrome。
2006年3月31日，Google股票被列入標準普爾500指數。2014年11月時，Google在超過41個國家設有超過70個據點。2015年，Google成為其控股公司Alphabet的主要子公司。

## 外部連結
- Google Corporate History (official) （页面存档备份，存于）
- David Hart: On the Origins of Google （页面存档备份，存于） National Science Foundation, August 17, 2004